# Нова Сулківка
Нова́ Су́лківка — село в Україні, у Хмільницькому районі Вінницької області. Населення становить 61 особу.